# Jacques Huisman
Pour les articles homonymes, voir Huisman.
Jacques Huisman (né à Bruxelles le 4 août 1910 et mort à Vlezenbeek le 12 novembre 2001) est un acteur, metteur en scène et directeur de théâtre belge.

## Biographie
Ingénieur de formation (ULB 1935), il exerce son métier pendant dix ans (à Moscou et à Bruxelles) mais il entre en même temps dans l’univers théâtral qu’il ne quittera plus.
1935 est en effet l’année de la création des Comédiens routiers belges, issus du scoutisme, une troupe d’amateurs passionnés, dirigés par les frères Jacques et Maurice Huisman. Les Comédiens routiers, d’abord axés sur le répertoire pour enfants, conquièrent leur premier titre de gloire avec Le Jeu des Quatre Fils Aymon, écrit pour eux par Herman Closson et présenté à travers la Belgique occupée.
En 1942, Jacques Huisman épouse Jacqueline André, comédienne connue sous le nom de Jacqueline Huisman. Ils auront trois enfants : Marion, Michel et Bruno.
À la fin de la guerre, le gouvernement belge, désireux de mettre sur pied un théâtre national, demande à plusieurs personnalités de lui soumettre un projet. C’est celui des frères Huisman qui est choisi. Le Théâtre national de Belgique naît le 19 septembre 1945 par arrêté du prince Régent, signé par le ministre Auguste Buisseret. Plusieurs missions lui sont confiées : « contribuer à la diffusion de la culture parmi la population de langue française du pays, répandre le goût du théâtre de qualité, faire connaître en Belgique et à l’étranger le théâtre belge (auteurs, metteurs en scène, comédiens, décorateurs etc.) et relever la condition sociale et professionnelle des comédiens ». Cette dernière mission sera confirmée en 1958, lorsque le Théâtre national devient « établissement d’utilité publique ».
En 1949, Jacques Huisman demeure unique directeur, Maurice poursuivant ailleurs d’autres aventures (directeur du Théâtre royal de la Monnaie, il y développera la danse en faisant appel à Maurice Béjart).
Jacques Huisman inscrit au programme, outre des œuvres classiques, la création d’auteurs belges ou d’étoiles montantes du répertoire international. S’il n’est pas le découvreur d’Arthur Miller, Jacques Huisman est néanmoins un de ses plus fervents défenseurs. Il crée, en 1950, Mort d'un commis voyageur, signant la mise en scène supervisée par un jeune metteur en scène britannique très prometteur, Peter Brook. Trois ans plus tard, La Chasse aux sorcières fait son entrée au Théâtre national, en pleine tourmente maccarthiste qui empêchera l’auteur d’assister à la première.
Autre auteur cher à Jacques Huisman et dont il a signé la mise en scène de plusieurs œuvres : Bertolt Brecht. Quelques mois avant la mort de ce dernier, Jacques Huisman obtient les droits de représentation de La Bonne Âme du Se-Tchouan. Une demi-douzaine d’autres titres de Brecht jalonneront les quarante années de carrière de Jacques Huisman.
En 1961, le Théâtre national de Belgique s’installe au Centre Rogier, au cœur de Bruxelles, dans un grand théâtre construit spécialement pour lui et comportant deux salles et tous les ateliers et bureaux nécessaires à l'activité intense du théâtre : plus de 500 représentations par saison.
Il rassemble une troupe de comédiens à l'année (de 12 à 20 suivant les saisons) permettant entre autres la reprise de grands succès.
Il engage des metteurs en scène belges et régulièrement des metteurs en scène étrangers renommés pour élargir les perspectives artistiques des comédiens et ne pas enfermer le Théâtre national dans une seule forme esthétique. C’est ainsi qu'Otomar Krejča, Raymond Rouleau, Orazio Costa, Frank Dunlop participent au succès du théâtre. En 1968, c’est Dario Fo en personne qui vient assurer la création de Cette dame est à jeter, critique plus que caustique de l’Amérique contemporaine. Plusieurs autres œuvres de Dario Fo triompheront ensuite au Théâtre national.
Toujours à l’affût de nouvelles tendances théâtrales, Jacques Huisman explore le répertoire anglo-saxon, découvre Peter Nichols dont la pièce Un jour de la mort de la petite plante fera l’objet de nombreuses reprises. En 1983, avant même que la pièce ne soit créée à Londres, il bloque les droits de Silence en coulisses (Noises Off) de Michael Frayn qui fera s’écrouler de rire le public.
Jacques Huisman organise un « service de documentation théâtrale » ouvert aux chercheurs comme au public et basé sur les articles parus dans la presse internationale et sur les rapports de correspondants étrangers. Il va lui-même voir de nombreux spectacles. En 1971, il instaure un service d'« animation » pour préparer les élèves de l'enseignement secondaire à l'événement théâtral et ouvrir en même temps de nouveaux débouchés aux comédiens.
Afin de rencontrer un public plus large, il crée le « Festival du Théâtre national à Spa » (1959) et les « Semaines de fêtes du Théâtre national » (1968), formule originale de décentralisation des spectacles en Wallonie.
Il entraîne la troupe dans de nombreuses tournées à l'étranger (Amérique du Sud, Congo belge, France, Tunisie, Italie, Grande-Bretagne, Canada, Pologne...) et répond aux invitations du Berliner Ensemble, du Festival de Venise et du Festival d'Édimbourg.
Dans les années 1980, il confie des mises en scène à Adrian Brine, Henri Ronse, Jo Dua, Walter Tillemans. C’est au Théâtre national que le jeune Bernard De Coster réalisera ses plus fastueux spectacles.
Jacques Huisman est aussi l'un des principaux metteurs en scène du Théâtre national ; parmi une centaine de pièces citons : La Petite Ville (Thornton Wilder), Ondine (Jean Giraudoux), Peau d'ours (Paul Willems), Arturo Ui (Bertolt Brecht), L'Année du bac (José-André Lacour), Le Dixième Homme (Paddy Chayefsky), Ce formidable bordel ! (Eugène Ionesco), Le Testament de Lénine (Robert Bolt), Santé publique (Peter Nichols), Amadeus (Peter Shaffer), Une maison de poupée (Henrik Ibsen). En 1959, il reçut l'« Ève du Théâtre » pour La Chasse aux sorcières.
Au cours de ses 40 années de direction, Jacques Huisman a toujours tenté de réunir les trois éléments essentiels du théâtre : l'auteur, l'acteur et le public.
Retraité du Théâtre national en 1985, il devient administrateur délégué, puis conseiller culturel honoraire de la Fondation Prométhéa. Il continuera à fréquenter les salles de spectacles, toujours à l’affût de nouvelles découvertes et de nouveaux talents.
Il meurt le 12 novembre 2001.

## Récompenses
- 1955 : Ève du Théâtre de la mise en scène